# Josep Siset
Pep Siset (el seu nom real és Josep Gómez Cortejosa) (San Fernando - Cádiz, 1960) és un cantautor, poeta i dramaturg mallorquí d'origen andalús.
Va passar la seva infància i joventut a Sa Pobla i resideix a Muro des de l’any 1989. És llicenciat en Filosofia per la Universitat de les Illes Balears i exerceix com a professor de Filosofia a un institut d'ensenyament secundari, professió que combina amb les seves activitats literàries i artístiques i col·laboracions en premsa i ràdio locals.
Es va iniciar en la cançó d’autor el 1976 amb el pseudònim de Pep Siset. Les seves actuacions s'escampen per Mallorca, Eivissa, Jaén i Alacant. Va participar en les «4es Nits de la cançó» (1977), la «1a Nit del Poble» (1978), la «Festa per la Llengua» de 1983; el «Festival per la Pau» de 1985), la «Mostra Musical Illenca» de 1985), l'«Encuentro Nacional de Canción de Autor» del Ministeri de Cultura espanyol de 1986. El 1984 va treure el disc senzill Com una estrella (Unió de Músics-ACA).
Pel que fa a la seva obra poètica, l'any 1991 va publicar el llibre de poemes La Platja dels somnis (editat per l'Ajuntament de Muro i el Consell Insular de Mallorca). Després d’un llarg silenci, el 2013 va publicar dos poemaris: Els colors de l’ànima (editat en el catàleg de l’exposició col·lectiva de pintors murers - Ajuntament de Muro) i Llibre de les emocions (Lleonard Muntaner, editor). En 2014 publica el CD de poemes M’enllaç a tu per amor (Tumbet music). En 2016 publica el poemari El color vermellós de les cireres; durant la presentació d'aquest llibre es grava el recital en directe, i surt editat en CD amb el títol En directe a l'ànima (2018). En el 2019 es publica el poemari Per a quan ningú t'escolti. L'any 2021 va guanyar el XXI Premi Alexandre Ballester, de teatre, amb l'obra Albopàs, la darrera estació, que el 2022 va ser publicat per l'editorial Lleonard Muntaner conjuntament amb l'ajuntament de Sa Pobla. L'any 2023 publica el poemari L'art de dir adeu serenament.